# 蘇沙茨島
蘇沙茨島是克羅地亞的島嶼，位於亞得里亞海，由杜布羅夫斯克-內雷特瓦縣負責管轄，長4.2公里、寬1.5公里，面積4.6平方公里，海岸線長度13.7公里，最高點海拔高度243米，島上無人居住。

## 外部連結
- Svjetionik Sušac

42°46′N 16°31′E / 42.767°N 16.517°E